# Mariko Ebralidze
Mariko Ebralidze (grúz betűkkel: მარიკო ებრალიძე; Tbiliszi, 1984 –), művésznevén Mariko grúz énekesnő. A The Shin együttessel együtt képviselte Grúziát a 2014-es Eurovíziós Dalfesztiválon, Koppenhágában.

## Zenei karrier
Tbilisziben a Zakaria Paliashvili Zeneművészeti Főiskola és a Zeneművészeti Pedagógiai Intézet hallgatója volt, 2008-ban pedig szólista és tanár diplomát szerzett. Grúziában elsősorban dzsesszénekesnőként ismert. 2008 óta a Tbilisi Municipality Orchestra Big Band szólistája.

### 2014-es Eurovíziós Dalfesztivál
2014. február 4-én a grúz műsorsugárzó, a Grúz Közszolgálati Televízió bejelentette, hogy a The Shin együttes és Mariko fogja képviselni Grúziát a 2014-es Eurovíziós Dalfesztiválon Koppenhágában. Dalukat, mely a Three Minutes to Earth (magyarul: Három perc a Földért) címet viseli, 2014. március 14-én mutatták be.
2014. május 8-án, a dalfesztivál második elődöntőjében negyedikként, a norvég Carl Espen után és a lengyel Donatan & Cleo előtt léptek fel.